# Быбинцы
 Быбинцы  — деревня в Кумёнском районе Кировской области в составе Вичевского сельского поселения.

## География
Расположена на расстоянии менее 7 км на север-северо-запад от районного центра поселка Кумёны.

## История
Известна с 1764 года как починок Ежевской с 68 жителями. В 1873 году здесь (Ежевской или Быбинский) учтено дворов 20 и жителей 135, в 1905 (деревня Ежовского или Быбинцы) 35 и 230, в 1926 (Быбинцы или Ежевский) 51 и 259, в 1950 42 и 144, в 1989 26 жителей. Настоящее название утвердилось с 1939 года.

## Население
Постоянное население составляло 13 человек (русские 85%) в 2002 году, 7 в 2010.